# Willem Jonckbloet

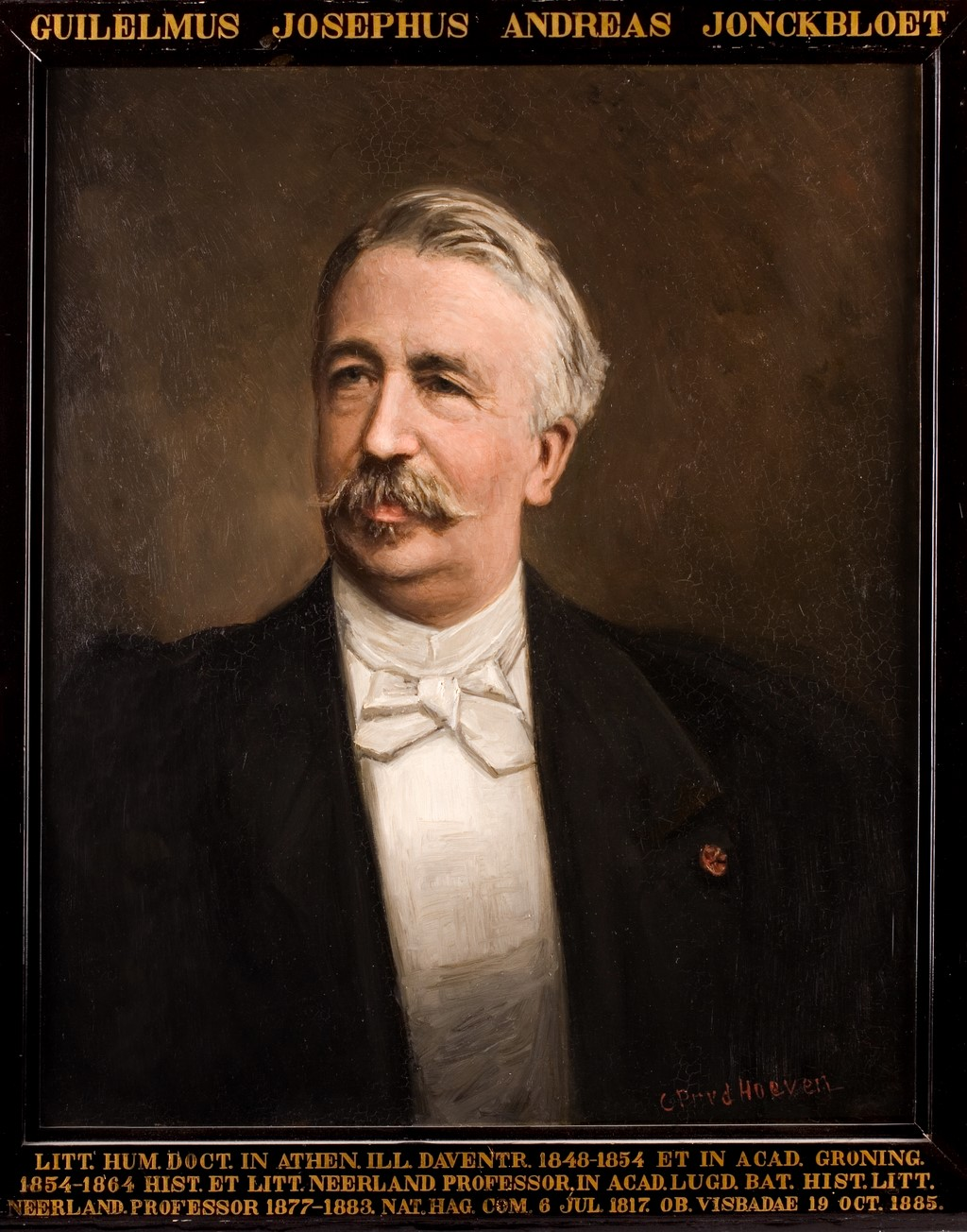
Willem Jozef Andreas Jonckbloet.

Willem Jozef Andreas Jonckbloet, född den 6 juli 1817 i Haag, död den 19 oktober 1885 i Wiesbaden, var en holländsk litteraturhistoriker.
Jonckbloet var 1847–1854 professor i Deventer och 1854–1864 i Groningen. Åren 1864–1877 var Jonckbloet medlem av Generalstaternas andra kammare, varefter han till sin död verkade som professor vid universitetet i Leiden. 
Av hans vetenskapliga arbeten kan nämnas Geschiedenis der middennederlandsche dichtkunst (3 band, 1851–1854) och Geschiedenis der nederlandsche letterkunde (3 band, 1868–1870; 4:e upplagan 1895); därjämte var han flitigt verksam som utgivare.